# 맥스 아웃
맥스 아웃(영어: max out) 또는 카운터 스톱(일본어식 영어: counter stop, 일본어: カウンターストップ)은 수치가 상한에 이르러 더 이상 올라가지 않는 것을 의미하며, 주로 비디오 게임에서 점수가 상한에 이르렀을 때를 가리킨다.

## 개요
아케이드 게임에서 맥스 아웃은 점수가 〈999,999〉처럼 시스템상 그보다 상승하지 않는 상황을 가리킨다. 이 경우 자동으로 해당 점수가 최종 점수가 되며 집계는 종료된다. 게임에 따라서는 수치가 멈추지 않고 0부터 다시 카운트되는 경우도 있는데, 이 경우 〈999,999〉의 다음 값은 〈1,000,000〉이 아니라 〈0〉(백만 자릿수 없음)이 된다.

## 같이 보기
- 오버플로
- 2000년 문제

### 내용주
1. ↑  약칭 칸스토(일본어: カンスト).